# Benjamin Leadbeater
Benjamin Leadbeater est un taxidermiste, un important négociant en histoire naturelle et un ornithologue britannique, né en 1760 et mort en 1837.

## Biographie
Il tient une boutique au 19 Brewer Street, Piccadilly. Leadbeater fournit à l’occasion les muséums et emploie les services de nombreux naturalistes à travers le monde.
Plusieurs espèces lui ont été dédiées comme le bucorve du Sud (Bucorvus leadbeateri) par Nicholas Aylward Vigors (1785-1840) en 1825, le cacatoès de Leadbeater (Cacatua leadbeateri) également par Vigors en 1831 ou le brillant à front violet (Heliodoxa leadbeateri) par Jules Bourcier (1797-1873).

## Source
- Bo Beolens et Michael Watkins (2003). Whose Bird? Common Bird Names and the People They Commemorate. Yale University Press (New Haven et Londres).